# Hans Huber (Kapellmeister)
Hans Huber (* 18. Mai 1927 in Regensburg; † 22. November 2023 ebenda) war ein deutscher Diplom-Kapellmeister, Komponist und Jazz-Pianist.

## Leben und Werk
Hans Huber wurde am 18. Mai 1927 als nichtehelicher Sohn von Ernst Pollini (1889–1941) und einer Chorsängerin des Regensburger Stadttheaters geboren. Pollini war von 1925 bis 1930 Kapellmeister des Stadttheaters Regensburg. Von den Nationalsozialisten als Jude verfolgt, starb Hubers Vater später in einem Konzentrationslager. Hubers Großvater väterlicherseits war der Operettenkapellmeister Max Pollini.
Hans Huber wurde von seinem Onkel Alois aufgezogen, da seine Mutter und sein Vater nach Wien gingen, und erfuhr zunächst nichts von seiner Herkunft. Seine musikalische Begabung zeigte sich früh: Mit neun Jahren konnte er bereits Partituren lesen. Als Elfjähriger sang er als Knabensopran bei den Regensburger Domspatzen unter Theobald Schrems. Er war auch dabei, als der Chor 13. August 1938 auf dem Berghof in Obersalzberg vor Adolf Hitler sang.
Huber kehrte 1948 aus der Kriegsgefangenschaft zurück. In der Nachkriegszeit setzte er seine musikalische Ausbildung fort und studierte von 1949 bis 1952 an der Musikhochschule in München Kapellmeisterei, Komposition und Klavier. Bis in die 1960er Jahre tourte er als Jazzpianist mit verschiedenen Formationen durch Europa. Später gehörte er als Pianist, als Leiter einer Big Band und als Arrangeur, darunter auch für das Vokalsolistenensemble Singer Pur, zu den führenden Persönlichkeiten der Regensburger Musikszene.
Sein meistgespieltes Werk, die Bärenmarke-Melodie (Werbung für die Bärenmarke-Kondensmilch), schuf er als Student in den 1950er Jahren, nach eigener Aussage für 20 Mark – „davon konnte ich eine Woche Essen kaufen“. Die ursprünglich für den Rundfunk konzipierte Ur-Melodie, die stets zum Schluss der Werbesequenz erklang, wurde in der Folgezeit viele Male adaptiert. Später komponierte er auch eine Regensburg-Hymne und war bis ins hohe Alter musikalisch aktiv.
Hans Huber starb am 22. November 2023 im Alter von 96 Jahren in Regensburg.